# 阿得拉尔
阿得拉尔（Adderall）和Mydayis是一种名为安非他明盐混合物的组合药物的商品名，其中含有四种安非他明盐。该混合物由等量的外消旋安非他明和右旋安非他命组成，在右旋安非他明和左旋安非他命（苯丙胺的两种对映异构体）之间产生 (3:1) 的比例。两种对映异构体都是兴奋剂，但差异足以使Adderall具有与外消旋安非他明或右旋安非他明不同的效果曲线，它们分别以 Evekeo 和 Dexedrine/Zenzedi 销售。阿得拉尔用于治疗注意力缺陷多动障碍 (ADHD) 和发作性嗜睡病。它还被用作运动表现增强剂、认知增强剂、食欲抑制剂，以及娱乐性的欣快剂。它是苯乙胺类的中枢神经系统 (CNS) 兴奋剂。
阿得拉尔通常耐受性良好，可有效治疗ADHD和发作性睡病的症状。在治疗剂量下，阿得拉尔会引起情绪和认知影响，例如欣快、性冲动（性欲丧失）、清醒度提高和管控功能改善。在这些剂量下，它会引起身体效应，例如更快的反应时间、抗疲劳性和增加的肌肉力量。相比之下，大剂量的 Adderall 会损害认知控制，导致肌肉快速分解，引发恐慌发作或诱发精神错乱（例如偏执狂、妄想、幻觉）。Adderall 的副作用因人而异，但最常见的包括失眠、口吃、食欲不振和体重下降。当按照处方以相当低的每日剂量使用 Adderall（例如用于治疗 ADHD 的剂量）时，产生成瘾或依赖的风险是微不足道的；然而，由于高剂量存在明显的强化作用，日常使用较大的每日剂量会带来显着的成瘾或依赖风险。安非他明的娱乐剂量通常比规定的治疗剂量大得多，并且产生严重不良反应的风险要大得多。
构成阿得拉尔的两种苯丙胺对映异构体通过增加大脑中神经递质去甲肾上腺素和多巴胺的活性来缓解 ADHD 和发作性睡病的症状，这部分是由于它们与神经元中的人体微量胺相关受体 1 和囊泡单胺转运体 2 的相互作用 。右旋苯丙胺是比左旋苯丙胺更有效的中枢神经系统兴奋剂，但左旋苯丙胺对心血管和外周的影响略强，消除半衰期比右苯丙胺更长。据报道，相对于单独的右旋苯丙胺，阿得拉尔的左旋苯丙胺成分可改善某些个体的治疗反应。Adderall 的活性成分苯丙胺与人体微量胺，特别是苯乙胺和 N-甲基苯乙胺具有许多化学和药理学特性，后者是苯丙胺的位置异构体。